# Toni Santagata
Toni Santagata, anche nella grafia Tony Santagata, pseudonimo di Antonio Morese (Sant'Agata di Puglia, 9 dicembre 1935 – Roma, 5 dicembre 2021), è stato un cantautore, cabarettista, conduttore radiofonico e conduttore televisivo italiano.

## Biografia
Antonio Morese si iscrive alla Facoltà di Giurisprudenza a Napoli: qui fonda il suo primo gruppo. Trasferitosi a Roma, nel 1959 è già uno dei protagonisti dell'Embassy, uno dei simboli della dolce vita romana. Canta le sue canzoni in Italiano, da lui scritte, ma anche quelle in lingua dialettale, tra cui Quant'è bello lu primm'ammore, La zita, Li strascenete e tante altre, ritenute però poco commerciali dai discografici. Nel frattempo è uno dei fondatori storici del Folkstudio nei primissimi anni sessanta. Poi la Sunset Record, gli pubblica il primo disco.
Nel 1964 viene pubblicato Quant'è bello lu primm'ammore come retro del singolo Miezz'a la piazza, canzoni di Tony Santagata versi e musica, non depositate, all'epoca, "volutamente" alla SIAE, ma pubblicate come D.R. (Diritti Riservati). Il disco viene subito censurato dalla Rai. Promotore del cabaret italiano, dopo essere stato il primo a usare il dialetto pugliese con il suo originale cabaret, da lui ideato, nel 1967 partecipa al Cantaeuropa, invitato da Ezio Radaelli. Invitato al festival la Barca d'oro a Napoli e vince con una canzone contro la guerra. Chiamato a rappresentare il mondo del cabaret, per commemorare Totò al Teatro Politeama di Napoli, unico artista non napoletano, scrive e canta Carissimo Totò.

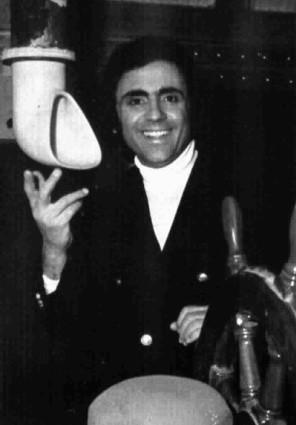
Toni Santagata comandante della trasmissione Rai Il dirigibile

Nel 1968 è l'unico ospite canoro al Festival del Cinema di Taormina, dove gli vengono dedicati ben 16 minuti. Nel 1970, dopo 220 repliche come protagonista al Derby Club di Milano, dove vince il "Bullone d'oro" quale miglior cabarettista. Viene invitato da Marcello Marchesi a partecipare a Ti piace la mia faccia? (4 puntate su Rai 1 in prima serata). Sempre nel 1970 è l'autore della sigla della trasmissione A come agricoltura; in quell'anno si sposa con Giovanna Isola, da cui avrà il figlio Francesco Saverio che morirà improvvisamente nel 2020 a 50 anni.
Nel 1971 la Rai lo invita a partecipare al programma Speciale 3 milioni, dove è presente per 4 puntate su 5, come cantautore italiano e dove presenta: Il gallo contestatore, La pagnotta, Un esercito di viole, Il seminatore, tutte di sua composizione. Intanto sono migliaia gli spettacoli come protagonista nei maggiori teatri e cabaret italiani. Lavora principalmente al centro-nord, cambia casa discografica, dalla RCA alla Fonit.
Nel 1972 Radaelli lo scrittura per il Cantaeuropa di quell'anno, vedette assoluta nell'ultima tappa al Teatro Bobino di Parigi. Nel 1973, su pressione del grande regista televisivo Anton Giulio Majano, il patron Ezio Radaelli scrittura ancora Tony Santagata per il CantagiroSpettacolo, quale super ospite fuori gara, dove si esibisce dal vivo con chitarra e il maestro Vince Tempera al piano e tastiera. I 7 minuti concessi nella prima tappa allo stadio La Favorita di Palermo, diventano, tappa dopo tappa, risalendo verso il nord, 20' nell'ultima tappa a Jesolo (con ripresa Rai). Il premio regia televisiva, il Festivalbar lo vedono protagonista di recital di 45 minuti, dal vivo, vedette assoluta fuori gara.
Nel 1973 viene invitato a Canzonissima come cantautore in italiano. Arriva in finale e presenta, come canzone nuova, un brano che è attuale ancora adesso: Austerity, oggi nel film dedicato a "Pertini il combattente". Aveva superato i due turni precedenti con altri due brani di sua composizione: Il pendolare e Vieni cara, siediti vicino. Quest'ultima, di carattere ambientalistico, era la sigla della trasmissione A come agricoltura. Nel 1974 Vittorio Salvetti lo scrittura quale cantautore/cabarettista nello spettacolo a tappe "Invito al sud", dove si esibisce in un suo originale recital.
Nel 1974-75 partecipa ancora a Canzonissima e ottiene la vittoria, nella inedita sezione Folk, con Lu maritiello – la canzone venne tradotta in 4 lingue, riscuotendo successo anche in paesi come Bulgaria e Romania – da lui scritta, dopo aver vinto le due eliminatorie precedenti con i suoi grandi successi Quant'è bello lu primm'ammore e La zita. Ha inoltre partecipato al Festival di Sanremo 1973 con Via Garibaldi (premio per il miglior testo), a Un disco per l'estate 1975 con Dolce amore. La Rai gli affida il ruolo di "comandante" nella trasmissione per ragazzi Il dirigibile, autore delle sigle e di altri 40 canzoni cantate puntata dopo puntata. Dopo due edizioni, Toni Santagata lascia il programma per le grandi tournée mondiali, ma Radio Rai gli affida Cabaret ovunque, di cui è autore e conduttore. Grazie al suo successo, la Rai promuove la trasmissione all'orario della domenica, a mezzogiorno e cambia titolo, raddoppia il tempo e diventa Cabaret di mezzogiorno. Nel 1976 Santagata tiene al Madison Square Garden di New York, due concerti memorabili, che gli aprono le porte dei teatri più importanti di Stati Uniti e Canada.

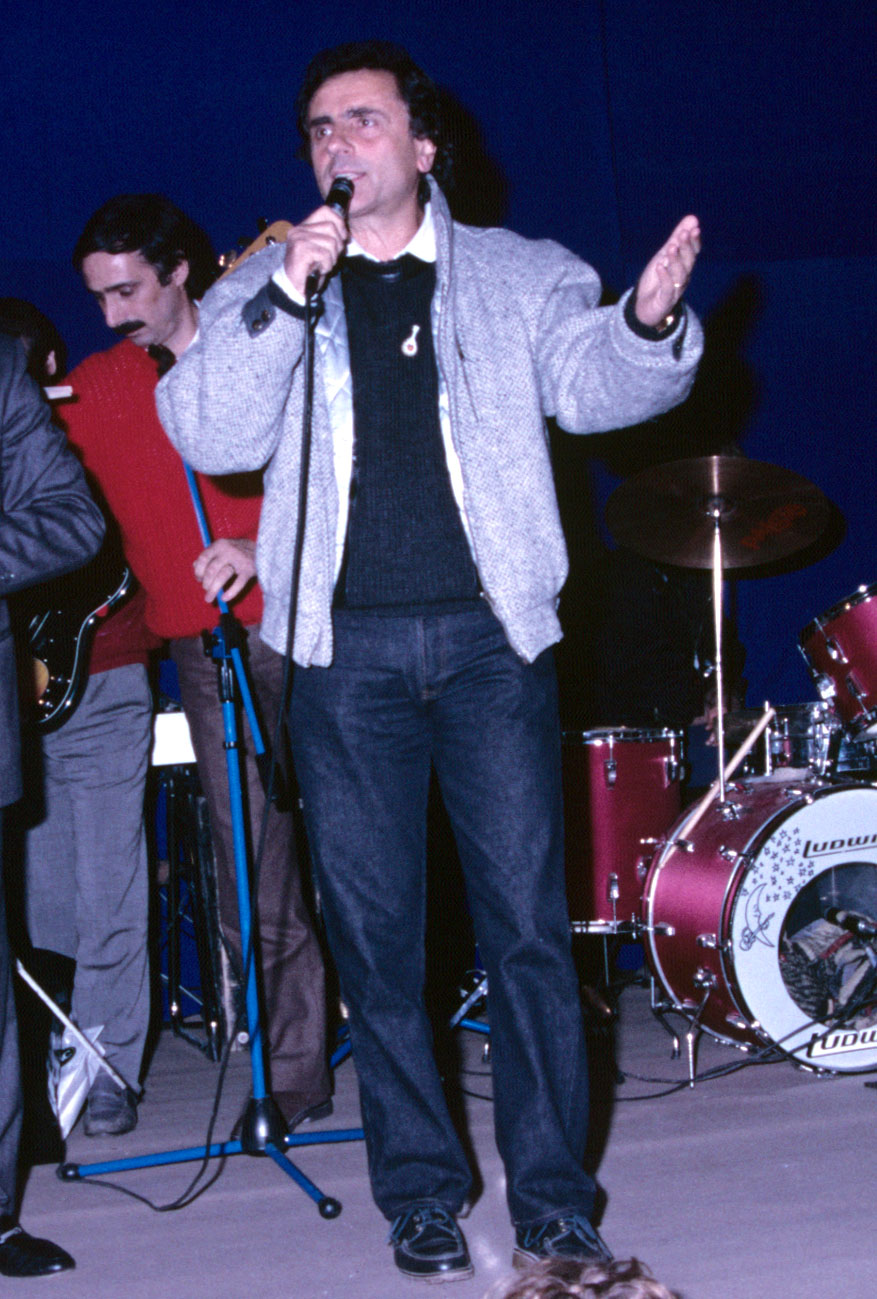
Toni Santagata in uno spettacolo del 1983

Conduce e scrive per Radio Rai le trasmissioni Miramare, Radio taxi, Di riffa o di Raffa, Radio Punk, di cui è anche autore delle sigle. Nel 1978 partecipa di nuovo al Cantagiro in qualità di cantautore/cabarettista e conduttore,
 fuori gara, e con un recital tutto suo. Nello stesso anno incide la sigla di Golflash - Domenica Sprint, Squadra grande squadra mia, che diventa l'inno dell'Italia campione del mondo 1982. Conduce la trasmissione per Rai 1, Il carnevale di Viareggio, avendo come partner Elisabetta Gardini.
Continuano i suoi concerti in Italia e all'estero, tra cui Canada, Argentina e Russia. Tournée in Costa d'Avorio e prima esibizione in quel paese con il concerto per il Presidente della Repubblica. La Rai lo scrittura per un concerto dal vivo ai Giardini Naxos. Viene invitato al festival di Berlino.
Nell'ottobre 1992 viene scritturato per un concerto in piazza San Giovanni a Roma, ripreso da Rai 1, cui partecipano 500.000 persone. La piazza era talmente gremita da dover installare due mega schermi anche sulla piazza adiacente. Nello stesso anno conduce per Rai 1 il programma Ciao Italia, assieme a Sydney Rome. Nel 1994 prende parte al Festival di Sanremo come membro della Squadra Italia con Una vecchia canzone italiana.
Nel corso della sua carriera ha scritto 6 opere musicali moderne. La più nota è Padre Pio, santo della speranza (2002), eseguita in Vaticano presso l'Aula Paolo VI la sera della canonizzazione del Santo: rappresentazione sacra, composta da Toni, orchestra e coro dell'Accademia di Santa Cecilia, diretta dal maestro Lionello Cammarota, con la partecipazione del soprano Cecilia Gasdia, Mireille Mathieu, Remo Girone. La canzone finale, Padre Pio ho bisogno di te, è diventata la preghiera ufficiale dei fedeli del Santo. È stato inoltre tra i fondatori della Nazionale attori, della quale è stato a lungo capocannoniere.
Ricoverato da giorni, muore improvvisamente il 5 dicembre 2021 all'età di 85 anni. A darne l'annuncio è stata la moglie Giovanna Isola, con la quale aveva festeggiato da poco i 50 anni di matrimonio. La camera ardente viene aperta presso il policlinico Agostino Gemelli a Roma il 7 dicembre dalle 11:30 alle 14:00, mentre il funerale è celebrato nel pomeriggio presso la basilica di Santa Maria in Montesanto, nota anche come Chiesa degli artisti in piazza del Popolo a Roma.  
L'ultima apparizione televisiva risale all'11 novembre nel programma di Rai 1 Oggi è un altro giorno, condotto da Serena Bortone, quando insieme a Rosanna Fratello omaggiò l'ospite dell'intervista Nicola Di Bari. Il 12 ottobre precedente era stato protagonista di un'intervista insieme alla moglie Giovanna nel medesimo programma. 
Sant'Agata di Puglia, dove nel locale cimitero riposa accanto al figlio, il 2 settembre 2023 gli ha dedicato la piazza principale.

## Filmografia

### Televisione
- O Sole Mio, regia di Klaus Überall – film TV (1968)
- La via degli angeli, regia di Pupi Avati - film (1999)
- 1992 – serie TV (2015)
- Le nozze di Laura, regia di Pupi Avati – film TV (2015)
- 1993 – serie TV (2017)

## Programmi televisivi (parziale)
- Il mondo è bello perché è piccolo, regia di Giancarlo Nicotra – varietà (Rai 2, 1975) - conduttore e autore
- Il dirigibile (Rai 1, 1975-1977) – conduttore
- A come agricoltura
- Dolce estate ’77, regia di Sandro Spina – varietà (Rai 1, 1977) - conduttore
- Voci nuove per il folk, regia di Giampaolo Taddeini – varietà (Rai 1, 1978) - conduttore
- Happy Magic (Rai 1, 1982-1983) – ospite
- Maratea '83 (Rai 1, 1983) – ospite
- Vediamoli sul Due: Omaggio a Cole Porter (Rai 2, 1983)
- Domenica In (Rai 1, 1984-1985, 1990) – ospite
- Metti una sera a Napoli (Rai 1, 1989)
- Gioco più bello del mondo in onda (Rai 1, 1990)
- Occhio al biglietto (Rai 1, 1991)
- Ciao Italia (Rai 1, 1991)

## Radio Rai
- Paparaclann – almanacco estivo del passato (Radio 1, 1979) - conduttore e autore
- Tototarga – gioco a quiz (Radio 1, 1981) - conduttore
- Garibaldi poeta ...  (Radio 1, 1982-1983) – conduttore

## Discografia

### Album
- 1968 – La vita di Padre Pio
- 1969 – Ciccillo Provolone
- 1970 – Toni Santagata, le sue canzoni, il suo cabaret
- 1972 - Vieni cara siediti vicino
- 1975 – Lu maritiello ed altre canzoni
- 1975 – Vino vino
- 1975 – Festa grande
- 1982 – Squadra grande
- 1982 – Quant'è bello lu primm'ammore
- 1983 – Unicus
- 1984 – Ti mando un fax
- 1994 – Storie italiane
- 2002 – Padre Pio
- 2006 – Idee da cantare

### Raccolte
- 1977 – Lu maritiello ed altri successi
- 2010 – Quant'è bello lu primm'ammore e altri successi

### Singoli
- 1964 – Miezz'a la piazza/Stornelli pugliesi (Quant'è bello lu primm'ammore)
- 1964 – Cantata dell'emigrante/Tarantella pugliese
- 1965 – Chi non ha nessuno/'A nnammurata mia (come Antonio Morese)
- 1965 – SS. Incoronata di Puglia (1ª parte)/SS. Incoronata di Puglia (2ª parte)
- 1965 – Le ragazze di Puglia (1ª parte)/Le ragazze di Puglia (2ª parte)
- 1965 – Ciuccio fa' tu/? (come Antonio Morese)
- 1965 – Lu taglialegna/Quant'è bello a passiggià
- 1965 – Aggio girato Napoli e Piemonte/Andiamo a mietere il grano
- 1965 – S Nunzio Sulprizio (1ª parte)/S Nunzio Sulprizio (2ª parte)
- 1965 – E buon Natale pure stavota/Lu mattutino
- 1966 – Un esercito di viole/Ragazzi andiamo
- 1967 – Le nuove storielle pugliesi (Quant'è bello lu primm'ammore)/La zita
- 1967 – S.Antonio a lu deserto/Lu ciucciariello de zì Michele
- 1967 – Puglia mia/Sei bella negli occhi
- 1968 – Bella bambina/Dolce cara Sicilia
- 1971 – Alleria/Il seminatore
- 1972 – Incontriamoci a Rimini/Incontriamoci a Rimini (versione orchestrale) (come Antonio Morese)
- 1973 – Via Garibaldi/Il ragazzo del sud
- 1973 – Vieni cara siediti vicino/Il pendolare
- 1973 – Austerity/Li strascenete
- 1973 – Quant'è bello lu primm'ammore/Miezz'a la piazza
- 1974 – Lu maritiello/La zita
- 1975 – Dolce amore/Rocko & Rollo
- 1975 – Uva uva/E mi vien voglia
- 1976 – Poro poro../Io non sono Mandrake
- 1976 – Festa grande/Che faglia
- 1978 – I love the punk (Ai, lavete pank)/UFO sexo
- 1980 – Squadra grande/Il dirigibile
- 1984 – Mare mare/Correre per una vita

## Riconoscimenti
- ? – Premio del paroliere[Quando?]
- 1975 – Premio Chianciano della Critica Radio Televisiva
- 2010 – Rai Internazionale
- ? – Ambasciatore nel Mondo di Rai Internazionale[Quando?]